# Gouvernement Tuʻiʻonetoa
Pohiva (2) Sovaleni
Le gouvernement Tuʻiʻonetoa est le gouvernement des Tonga formé le 27 septembre 2019 et dirigé par le Premier ministre Pohiva Tuʻiʻonetoa.

## Contexte et formation
Les élections législatives de novembre 2017 sont remportées par le Parti démocrate, qui obtient pour la première fois de son histoire la majorité absolue des sièges l'Assemblée législative. ʻAkilisi Pohiva, la figure historique du mouvement pour la démocratie dans l'archipel, à la tête d'un gouvernement de coalition de démocrates et d'indépendants de 2014 à 2017, demeure ainsi Premier ministre et forme un gouvernement issu de sa majorité parlementaire démocrate. Pohiva Tuʻiʻonetoa y est nommé ministre des Finances. ʻAkilisi Pohiva meurt le 12 septembre 2019. À la suite de sa mort et en l'anticipation de l'élection d'un nouveau Premier ministre par l'Assemblée, Pohiva Tuʻiʻonetoa quitte les bancs de la majorité, annonce la création du Parti populaire et rejoint l'opposition parlementaire, composée de représentants de la noblesse et de députés conservateurs sans étiquette. Il est rejoint par trois autres députés qui quittent les démocrates, dont le ministre de la Justice Sione Faʻotusia. Le 27 septembre, Pohiva Tuʻiʻonetoa est élu Premier ministre, recueillant les voix de quinze députés (dont lui-même) contre huit pour son adversaire démocrate Semisi Sika. (Le président de la Chambre, Lord Fakafanua, ne vote pas, tandis que Lord Fusituʻa est absent pour des raisons médicales, et que le siège d'ʻAkilisi Pohiva demeure vacant.) Il nomme le jour-même le gouvernement ci-dessous, qui reçoit l'aval du roi le 9 octobre,.
Le Parti populaire se constitue formellement des députés roturiers de la nouvelle coalition, tandis que les représentants de la noblesse dans la coalition continuent à siéger sans étiquette.
Le docteur ʻAmelia Tuʻipulotu, de l'hôpital de Vaiola, est nommée ministre de la Santé alors qu'elle n'est pas députée. Elle siège dès lors ex officio à l'Assemblée législative.
| Nom | Nom                   | Nom | Fonctions | Parti           | Circonscription              |
| --- | --------------------- | --- | --- | --------------- | ---------------------------- |
|     | Pohiva Tuʻiʻonetoa    |     | Premier ministre, Ministre des Affaires étrangères, Ministre des Entreprises publiques | Parti populaire | Tongatapu 10                 |
|     | Vuna Faʻotusia        |     | Vice-Premier ministre Ministre de la Justice et des Prisons | Parti populaire | Tongatapu 7                  |
|     | Tevita Lavemaau       |     | Ministre des Finances, Ministre des Revenus et des Douanes | Parti populaire | ʻEua 11                      |
|     | Lord Maʻafu           |     | Ministre des Terres et des Ressources naturelles, Ministre des Forces armées de Sa Majesté                                                                                                | sans étiquette  | Tongatapu et ʻEua (noblesse) |
|     | Siaosi Sovaleni       |     | Ministre de l'Éducation et de la Formation | Parti populaire | Tongatapu 3                  |
|     | Poasi Tei             |     | Ministre de la Météorologie, de l'Environnement, du Changement climatique et de la Gestion des désastres naturels, Ministre de l'Énergie, Ministre de l'Information et des Communications | Parti populaire | Tongatapu 6                  |
|     | Samiu Vaipulu         |     | Ministre du Commerce extérieur et du Développement économique, Ministre du Travail | Parti populaire | Vavaʻu 15                    |
|     | ‘Akosita Lavulavu     |     | Ministre des Infrastructures, Ministre du Tourisme | Parti populaire | Vavaʻu 16                    |
|     | Vatau Hui             |     | Ministre de l'Intérieur | Parti populaire | Niuas 17                     |
|     | Lord Nuku             |     | Ministre de la Police, des Pompiers et des Services d'urgence | sans étiquette  | Tongatapu et ʻEua (noblesse) |
|     | Lord Tuʻilakepa       |     | Ministre de l'Agriculture, de l'Alimentation, des Forêts et des Pêcheries | sans étiquette  | Vavaʻu (noblesse)            |
|     | Dr ʻAmelia Tuʻipulotu |     | Ministre de la Santé | sans étiquette  | (non-élue)                   |

L'élection partielle du 28 novembre 2019 dans la circonscription de Tongatapu 1, pour le siège laissé vacant par la mort d'ʻAkilisi Pohiva, est remportée de justesse par Siaosi Pohiva, candidat démocrate et fils aîné du Premier ministre défunt. Il devance la candidate du nouveau gouvernement, la climatologue Netatua Pelesikoti.

## Changements ultérieurs
Mi-décembre 2020, le vice-Premier ministre Sione Faʻotusia démissionne du gouvernement en signant une motion de défiance initiée par Semisi Sika, le chef des démocrates de l'opposition. La motion de défiance est rejetée par l'Assemblée, et le Premier ministre procède le 25 janvier 2021 à un remaniement ministériel. Samiu Vaipulu devient vice-Premier ministre, ainsi que ministre de la Justice. Il cède le ministère du Commerce et du Développement économique à Tatafu Toma Moeaki, qui rejoint ainsi l'Assemblée législative sans avoir été élu député.
Début juin 2021, la ministre des Infrastructures et du Tourisme ‘Akosita Lavulavu est reconnue coupable de fraude. Lorsque son époux ‘Etuate Lavulavu et elle étaient propriétaires et gérants d'une école, ils avaient menti pendant trois ans pour obtenir l'équivalent de 205 000 € de financement public, qu'ils avaient empoché personnellement alors que l'école n'avait pas même d'eau courante. Ils avaient ensuite tenté de corrompre un témoin en amont de leur procès. Le juge ayant noté qu'elle ne démontrait aucun remords, ‘Akosita Lavulavu et son époux sont chacun condamnés à six ans de prison ferme.
Lord Maʻafu, le ministre des Forces armées et ministre des Terres, meurt le 12 décembre 2021, peu avant la formation d'un nouveau gouvernement à la suite des élections législatives de novembre.